# Algemene natuurwetenschappen
Algemene natuurwetenschappen (anw) is een schoolvak in het Nederlandse voortgezet onderwijs dat sinds 1998, door de invoering van de tweede fase, aan de bovenbouw van de havo en het vwo gegeven wordt. Vanaf 2007 verviel het als verplicht vak voor de HAVO. In 2014 werd besloten het vak ook voor het VWO als verplicht vak af te voeren. Anw was een zogenaamd schoolexamenvak, wat betekent dat het vak geen centraal eindexamen kent. Zoals elk schoolexamenvak telde het wel mee voor het eindexamen. Anw wordt vaak ten onrechte met hoofdletters geschreven.
Het laatste jaar dat er een schoolexamen werd afgesloten in anw als verplicht vak was in 2017. Dus de mensen die in 2015-2016 zijn begonnen met de bovenbouw van het vwo hadden anw niet meer als verplicht vak. 

## Inhoud
De vakinhoud bestaat uit zes domeinen
- A Vaardigheden
- B Analyse en reflectie met betrekking tot natuurwetenschap, techniek en de rol van mensen
- C Leven
- D Biosfeer
- E Materie
- F Zonnestelsel en heelal

De domeinen bevatten kenniselementen uit verschillende vakken die met elkaar geïntegreerd zijn, namelijk
- chemie
- biologie
- sterrenkunde

aangevuld met
- natuurkunde
- fysische geografie
- wetenschapsgeschiedenis
- wetenschapsfilosofie

## Metavak
Algemene natuurwetenschappen is een metavak, dat wil zeggen dat het niet alleen als doel heeft om kennis aan te leren, maar ook om te leren denken over die kennis. Bij anw wordt zowel gerekend als geredeneerd. Onderzoek, maatschappelijke toepassingen van de wetenschap en ethiek zijn belangrijke onderwerpen binnen het vak.

## Varianten
Op sommige scholen wordt het vak anw in twee varianten gegeven: 
- een Maatschappij-variant voor de gamma's (degenen met een cultuur en maatschappij-profiel of een economie en maatschappij-profiel), en
- een Natuur-variant (voor degenen met een natuur en gezondheid-profiel of een natuur en techniek-profiel).

Bij de gamma's worden dan bijvoorbeeld de algemene natuurwetenschappen behandeld, terwijl de beta's dieper ingaan op de stof, omdat zij een groot deel al beheersen door de andere vakken in hun profiel.
Als keuzevak wordt anw op sommige scholen nog steeds gegeven. Veel materiaal is verzameld op de vakcommunity anw.

## Onderwijsniveaus
Algemene natuurwetenschappen was een verplicht vak voor zowel havo als vwo, maar met ingang van studiejaar 2007-2008 is het alleen voor het vwo nog maar verplicht. Aan de meeste havo-opleidingen is het vak hiermee verdwenen. Vanaf schooljaar 2015-2016 is anw niet langer meer een verplicht vak voor het vwo.

## Nut
Er is diversiteit van meningen bij leerlingen over het nut van algemene natuurwetenschappen. Leerlingen met de profielen 'Cultuur en Maatschappij' en 'Economie en Maatschappij' kiezen meestal deze profielen omdat ze geen interesse in of talent voor exacte vakken, waaronder anw, hebben. Leerlingen met de profielen 'Natuur en Gezondheid' en 'Natuur en Techniek' claimen juist dat de lesstof een overbodige toevoeging aan hun vakkenpakket is. 
Voorstanders van het vak anw beweren dat het vak goed is voor de algemene ontwikkeling van de leerling. Als metavak is het vak ook goed in een geschikte vorm voor niet-exacte leerlingen te geven. Voor exact (en niet exact) aangelegde leerlingen geeft het vak overzicht over en inzicht in de ontwikkeling van de wetenschap, wat in die vorm niet in reguliere lessen aan bod komt.

## Voetnoten
1. ↑  , community pagina anw
2. ↑  , SLO Wetenschapsorientatie